# Campos de Concentração Nazistas (filme)
Nazi Concentration Camps (Campos de Concentração Nazistas) também conhecido como Nazi Concentration and Prison Camps (Campos de Concentração e Prisão Nazistas), é um filme americano de 1945 que documenta a libertação dos campos de concentração nazistas pelas forças aliadas durante a Segunda Guerra Mundial. Foi produzido pelos Estados Unidos a partir de imagens capturadas por fotógrafos militares de diferentes nacionalidades, que serviam nos exércitos aliados enquanto avançavam para a Alemanha. O filme foi apresentado como prova de crimes de guerra nazistas tanto nos julgamentos de Nuremberg em 1945 quanto no julgamento de Adolf Eichmann em 1961. O registro é amplamente considerado como uma prova irrefutável do extermínio sistemático de judeus e outros grupos étnicos perseguidos pelo regime de Adolf Hitler, bem como uma evidência crucial no combate ao negacionismo do holocausto. Ele é completamente ignorado por negacionistas, que em vez disso direcionam desinformações à outra produção documental, o filme "Memories of the Camps", o rotulando conspiratoriamente como uma "ficção de Hollywood produzida (sic) por Alfred Hitchcock."
Em 1944, o General Dwight D. Eisenhower solicitou que o diretor de cinema George Stevens organizasse uma equipe de fotógrafos e cinegrafistas para capturar os desembarques na Normandia e a campanha do Norte da África. O grupo de 45 pessoas reunidas foi apelidado de Unidade de Cobertura Especial (SPECOU), ou informalmente "Stevens Irregulars". A utilização das filmagens como prova num julgamento de crime de guerra não foi inicialmente contemplada; no entanto, em 25 de abril de 1945, o Quartel-General Supremo das Forças Expedicionárias Aliadas (SHAEF) emitiu um memorando que orientava os cinegrafistas do United States Army Signal Corps a registrarem fotos e vídeos completos dos campos. O memorando sugeriu o uso potencial destas filmagens como prova para a Comissão de Crimes de Guerra do Juiz Advogado Geral.
O filme foi exibido em tribunal no dia 29 de novembro de 1945, sendo apresentado como prova no julgamento. O registro inclui cenas extremamente gráficas, e sua exibição chocou tanto os réus e juízes, que o julgamento foi adiado. O documentário, com aproximadamente uma hora de duração e distribuído em seis rolos de filme, integra 1.82 do total de 24.3 quilômetros de película originalmente registrada por cinegrafistas americanos e britânicos. As sequências contém imagens da libertação de 12 campos, distribuídos entre Áustria, Bélgica e Alemanha, sendo eles: Leipzig, Penig, Ohrdruf, Hadamar, Breendonk, Hannover, Arnstadt, Nordhausen, Mauthausen, Buchenwald, Belsen e Dachau; cujas filmagens internas de uma câmara de gás totalmente preservada foram incluídas.

## Conteúdo
O conteúdo dos registros, conforme descrito pela Administração Nacional de Arquivos e Registros dos EUA e documentado na entrada de catálogo número 43452 (disponível como material de domínio público), pode ser consultado abaixo. A descrição foi sumarizada e não representa a totalidade das informações contidas nos filmes.

### Rolo de filme 1
O tenente-coronel do Exército George C. Stevens, o tenente da Marinha E. Ray Kellogg e o chefe do conselho dos EUA, Robert H. Jackson, ditam declarações juramentadas que atestam a autenticidade e inalterabilidade de cenas do filme. Um mapa da Europa mostra a localização dos campos de concentração na Áustria, Bélgica, Bulgária, Tchecoslováquia, Danzig, Dinamarca, França, Alemanha, Ilha de Jersey, Letônia, Holanda, Polônia e Iugoslávia. No campo de Leipzig, há pilhas de cadáveres, bem como muitos prisioneiros russos, checoslovacos, poloneses e franceses sobreviventes. No campo de concentração de Penig, mulheres húngaras e outras vítimas exibem feridas. Médicos tratam pacientes e trabalhadores da Cruz Vermelha dos EUA os transferem para o hospital da Força Aérea Alemã, onde seus antigos captores são obrigados a prestar cuidados. 

### Rolo de filme 2
No campo de concentração de Ohrdruf, uma equipe de inspeção composta por líderes militares aliados, membros do Congresso dos EUA e moradores locais visita o campo. Entre eles estão os generais Dwight Eisenhower (comandante do Quartel-General Supremo da Força Expedicionária Aliada), Omar Bradley e George S. Patton. O general Eisenhower fala com congressistas. Eles veem cadáveres de judeus poloneses, checoslovacos, russos, belgas, alemães e prisioneiros políticos da Alemanha empilhados na grelha do crematório. O coronel Heyden Sears, comandante da 4ª Divisão Blindada do Comando de Combate A, obriga os moradores locais a visitarem o acampamento. Oficiais dos EUA chegam a Hadamar, onde dissidentes políticos e religiosos poloneses, russos e alemães foram assassinados. O major Herman Boelke, da Equipe de Investigação de Crimes de Guerra dos EUA (WCIT), examina sobreviventes. Cadáveres são exumados de valas comuns para exame, identificação e sepultamento. Um painel de quatro homens entrevista o diretor da unidade, Dr. Waldman, e o enfermeiro chefe Karl Wille. 

### Rolo de filme 3
No campo de concentração de Breendonck, na Bélgica, métodos de tortura utilizados pelos nazistas são demonstrados. No campo de concentração de Harlan, perto de Hannover, a Cruz Vermelha dos EUA ajuda sobreviventes poloneses. Tropas aliadas e sobreviventes saudáveis enterram os mortos. No campo de concentração de Arnstadt, os aldeões alemães são obrigados a exumar cadáveres polacos e russos das valas comuns. 

### Rolo de filme 4
No campo de concentração de Nordhausen, há pilhas de cadáveres. As tropas tratam, alimentam e realocam os sobreviventes, que são principalmente poloneses, russos e franceses. No campo de concentração de Mauthausen, o tenente da Marinha Jack H. Taylor está com outros sobreviventes e descreve sua captura, prisão e condições enquanto prisioneiro de Mauthausen. Voluntários dão banho nas vítimas. 

### Rolo de filme 5
Em Buchenwald, caminhões do Exército chegam com ajuda aos sobreviventes. Pilhas de cadáveres, mutilados e emaciados são retratadas. Alguns sobreviventes são vistos entre os mortos. Enormes fornos e pilhas de cinzas de ossos são mostradas no chão do crematório. Civis da cidade vizinha, Weimar, são obrigados a visitar o acampamento. Eles veem exibições de abajures feitos de pele humana e duas cabeças encolhidas. 

### Rolo de filme 6
O comandante britânico da Artilharia Real descreve as condições em Bergen-Belsen. As tropas da Schutzstaffel (SS) são obrigadas a enterrar os mortos e ajudar os sobreviventes. Uma médica e ex-prisioneira descreve as condições na seção feminina do campo. O comandante de Belsen, Kramer, é levado sob custódia. Guardas alemães enterram os mortos. O filme termina com uma escavadeira empurrando grandes pilhas de cadáveres para valas comuns. 

## Links externos
- Nazi Concentration Camps. no IMDb.
- Nazi Concentration Camps at Internet Archive
- Relatório e ficha técnica na Nuremberg Trials Collection de Donovan
- Nazi Concentration Camps no canal do  YouTube da Public.Resource.Org's